# Tanjung Betuah (Nasal)
Tanjung Betuah is een bestuurslaag in het regentschap Kaur van de provincie Bengkulu, Indonesië. Tanjung Betuah telt 498 inwoners (volkstelling 2010).